# Manuel Paradís
Manuel Joseph Vicent Thomas Paradís Abella (Tortosa, 22 de mayo de 1704-Tuy, 16 de abril de 1769) fue un compositor y maestro de capilla español.

## Vida
Nació en Tortosa, en la provincia de Tarragona, el 22 de mayo de 1704, hijo de Vicent Paradís Fuster y Josepha Abella. Su formación musical fue en la Catedral de Tortosa con José Escorihuela y Manuel Paradís permaneció hasta 1726 en la ciudad. En marzo de ese año partió a Madrid con su familiar, don Luis Lahoner, para tratar de buscar un cargo en la Corte. El musicólogo Marcos Amado Rodríguez especula con que fuese instrumentista en la Capilla Real de Madrid durante esa época.
En 1731 Paradís se presentó a la oposiciones para el magisterio de la Catedral de Valladolid. En las oposiciones se enfrentó a nada menos que a siete compositores de importancia, como eran Andrés Algarabel, maestro de capilla de la Catedral de Segovia; Adrián González Gámiz, maestro de la Catedral de El Burgo de Osma; Domingo Tejedor, maestro de capilla en la Catedral de Lérida; Gregorio Bartolomé Remacha, maestro de la Real Iglesia de San Cayetano de Madrid; Agustín Gámiz de Salazar, organista en Zamora; Tomás Barcenilla, organista de la catedral de Valladolid; y un músico residentes en Madrid, José Mir y Llusá. Finalmente salió victorioso Algarabel, tomando posesión del cargo el 24 de abril de 1731.
La musicóloga Pilar Barrios sitúa a Paradís en el magisterio de la Catedral de Coria entre 1731 y 1737, siendo sustituido en el cargo por Juan Santiago Palomino.
En 1738 había sido maestro de capilla de la Catedral de Coria cinco años, cuando envió su súplica para optar al magisterio de la Catedral de Tui. Tras el fallecimiento de Matías García Benayas, el cabildo tudense había publicado los edictos para las oposiciones de su sucesor el 20 de junio de 1737. En la documentación, Paradís revela su nacimiento en Tortosa y la fecha, además de indicar que se le había conferido la primera tonsura en Tortosa en 1715. El tribunal de las oposiciones estuvo formado por Juan Piñeiro Falcón y Marcos Piñeiro Vilariño. El examen se realizó el 22 de agosto de 1737 y consistía en realizar en 24 horas la música de una letra compuesta al Nacimiento de Nuestro Señor Jesucristo. El 25 de agosto se eligió a Paradís por unanimidad y ese mismo día tomaba posesión del cargo. Sin embargo, parece que no fueron unas oposiciones al uso:

En este Cabildo se acordó que para el Magisterio de Capilla vacante por muerte de Matías García Benayas que se llame al Maestro de Capilla de la Santa Iglesia de Coria con las condiciones siguientes: Primera, que no Padezca enfermedad [...] que embarace el ejercicio de dicho Magisterio. Segunda, que se ha de sujetar al examen en la facultad de música en la forma que se practica en esta Santa Iglesia. Tercera, que ha de tener la literatura suficiente para ascender al Orden Presbiteral.
Actas capitulares de la Catedral de Tuy, vol. XIV, fol. 125, 17 de mayo de 1737

[...] respecto al término de los edictos librados para la provisión de la Cátedra de Canto y magisterio de Capilla de la Santa Iglesia a que está unida una Ración como las demás titulares de esta; es pasado, y que don Manuel Paradís, Maestre de Capilla la Santa Iglesia de Coria, se ha opuesto, calificado su persona y dado muestras de su suficiencia según los actos de la Vacante sobre ellos obrados, sin que compareciese otro alguno habían y hubieron por acabado el concurso, y luego para la dicha provisión, tomaron cada dos Cédulas, la una con el apellido de dicho Don Manuel y la otra en Blanco, y entraron en el Cántaro para ello destinado [...] halló veinte y una con dicho apellido de Paradís con que salió canónicamente electo dicho Don Manuel Paradís, Maestro de dicha Cátedra de Canto y magisterio de Capilla de esta Santa Iglesia, al cual se le mandó subir a esta sala capitular.
Actas capitulares de la Catedral de Tuy, vol. XIV, fol. 138v.-139, 25 de agosto de 1737

El cargo venía con una media ración: «se da al Maestro de Capilla Paradís la ración media tenencia de una de las dos de Pontellas con sus anejos correspondientes [...] que la aceptó y dio por fiador a don Thomas Guntín». Es decir, Paradís se convirtió en párroco de una de las iglesias de Pontellas.
En 1744 Paradís se presentó si éxito a las oposiciones para el magisterio de la Catedral de Mondoñedo, ya que el marqués Anibal Scotti intercedió por otro candidato. El hecho resulta curioso no sólo por el poco tiempo transcurrido, sino también porque el cargo en Mondoñedo tenía una dotación menor. Ese mismo año quedó vacante el magisterio de la Catedral de Santiago de Compostela cuando Pedro Rodrigo Gómez partió al Monasterio de la Encarnación de Madrid. El Cabildo decidió convocar unas oposiciones a la que se presentaron diez aspirantes:
- Antonio Guadarrama, maestro de capilla de la Catedral de Orense;
- Pedro Cifuentes Mazo, organista de la Capilla Real de Madrid;
- Juan Oliac y Serra, maestro de capilla de la Catedral de Ávila;
- Manuel González Gaitán, maestro de capilla de la Catedral de Segovia;
- Juan Martín Ramos, maestro de capilla de la Catedral de Salamanca;
- Manuel Agullón y Pantoja, maestro de capilla de la Catedral de Zamora;
- Antonio Ventura Roel, maestro de capilla de la Catedral de Mondoñedo;
- Francisco Hernández Illana, maestro de capilla de la Catedral de Burgos;
- Manuel Antonio López del Río, maestro de capilla de la Catedral de Lugo; y
- Manuel Paradís, maestro de capilla de la Catedral de Tuy.[5]

No consta que el maestro Paradís se presentase a otros concursos.
Su estancia en Tuy no fue azarosa. Hubo algunas quejas por su falta de cela en la enseñanza a los infantes, pero se concentran hacia el final de su carrera. Los problemas fueron a más hasta que en junio de 1759 hubo que buscar a otra persona que se encargara de la formación de los niños del coro.

El Maestro de Capilla Manuel Paradís no reside la cátedra de canto con la puntualidad y celo que es menester, a resultas de lo cual no instruye debidamente a los niños de coro y demás que quieren aprender cantollano y figurado. Si no cumple que se busque a un músico hábil con el sueldo que hay
asignado de 50 ducados.
Actas capitulares de la Catedral de Tuy, Vol. XVIII, Fol. 77, 8 de julio de 1759. [Doc. 265]

Fue maestro de los músicos Bernardo Martínez Sanmillán y Ángel Custodio Santavalla. Fallecería en el cargo el 16 de abril de 1769 en Tuy.

## Obra
La obra de Paradís que se conserva se encuentra en su totalidad en la Catedral de Tui. Su obra conserva la estructura de las voces con acompañamiento, pero la estructura de la capilla sugiere el uso de violines, oboe, flauta y trompas que no se ha conservado.
- Completas (1760), a cinco voces y acompañamiento;
- Completas, a cinco voces y acompañamiento;
- Salmos de vísperas, a cinco voces y acompañamiento;
- Vísperas de la Virgen de los Dolres, a cinco voces y acompañamiento;
- Qui habitat (1738), a cinco voces y acompañamiento.